# Rivière Louke
Pour les articles homonymes, voir Louke.
La rivière Louke est un affluent de la rivière Péribonka, coulant dans le territoire non organisé de Passes-Dangereuses, dans la municipalité régionale de comté (MRC) de Maria-Chapdelaine, dans la région administrative de Saguenay–Lac-Saint-Jean, dans la province de Québec, au Canada. Le cours de la rivière Louke coule entre la zec des Passes et la rivière Péribonka.
Le bassin versant de la rivière Louke est desservi indirectement par la route forestière R0250 qui remonte la vallée de la rivière Alex, du lac Étienniche et de la rivière des Prairies pour rejoindre au Nord le lac Grenier et la rivière Brodeuse. Quelques routes secondaires desservent la zone pour les besoins de la foresterie et des activités récréotouristiques.

## Géographie
Les principaux bassins versants voisins de la rivière Louke sont :
- côté nord : rivière du Sault, ruisseau du Portage, rivière au Serpent, rivière Manouane, lac Péribonka, rivière Péribonka ;
- côté est : rivière Péribonka, rivière du Canal Sec, rivière Shipshaw, lac Pamouscachiou ;
- côté sud : rivière Péribonka, rivière du Canal Sec, ruisseau Strike, rivière des Savard, rivière du Banc de Sable ;
- côté ouest : rivière Alex, ruisseau Margot, lac Étienniche[2].

La rivière Louke prend sa source à l'embouchure d'un lac non identifié (altitude : 380 m) dans le territoire non organisé de Passes-Dangereuses. À partir de sa source, la rivière Louke coule sur environ 19 km sur un
dénivelé de m entièrement en zone forestière, selon les segments suivants :
- vers le sud-est en traversant le lac Tardif puis jusqu'à la décharge du lac de la Rêverie.
- vers le sud-ouest jusqu'au lac du Vantard en le traversant vers le sud-est.
- vers le sud-ouest jusqu'au lac des Myriques.
- vers le sud en traversant l'ouest du lac Thérèse puis jusqu'à la décharge du lac Desmeules venant du nord-ouest puis jusqu'au lac du Crève-Z-Yeux puis le lac aux Caribous.
- vers le sud-est jusqu'à la décharge du Centenaire venant de l'ouest puis jusqu'à la décharge du lac des Brises venant du nord-est puis traversant le lac des Vents puis le lac Malek et jusqu'à sa confluence avec la rivière Péribonka.

À partir de là, le courant descend le cours de la rivière Péribonka vers le sud, traverse le lac Saint-Jean vers l'est puis emprunte le cours de la rivière Saguenay vers l'est jusqu'à la hauteur de Tadoussac où il conflue avec le fleuve Saint-Laurent.

## Toponymie
Le terme « Louke » constitue un prénom d'origine anglaise.
Le toponyme de « rivière Louke » a été officialisé le 5 décembre 1968 à la Banque des noms de lieux de la Commission de toponymie du Québec.